# Kaszim Tinisztanov
Kaszim Tinisztanov (kirgizül Касым Тыныстанов) (Csirpikti, Iszik-köl tartomány, 1901 – 1938. november 6.) neves kirgiz tudós, politikus és költő volt. 

## Élete
Önéletírása szerint édesapjától tanult meg arabul írni, olvasni. 1912 és 1916 között Karakolban és Szazonovka faluban (ma: Ananievo), Iszik-köl tartományban járt iskolába.
A 20. század elején igen alacsony szinten állt a kirgiz nomádok írástudási szintje – 1924-ben csak a népesség 2,5%-a volt írástudó. 1916-ban, a cári hatalom elleni sikertelen felkelési kísérlet után, Iszik-köl tartomány lakosságának jelentős hányada Kínában keresett menedéket, köztük volt Kaszim családja is. 1917 decemberében tértek csak haza. Miután sokáig sikertelenül akart Karakolban tanulni, Almatiba költözött, ahol megvoltak a képzése feltételei. Az almati hatóságokon keresztül felvételt nyert Taskentbe, a Kazah Oktatási Intézetbe (Kazinpros). Az Alas Párt tagja volt.
1923-ban Tinisztanov az arab írásra alapozva megalkotta a reformált kirgiz ábécét, ezt 1924-ben „Окуу китеби“ címen kiadott olvasókönyvben tette közzé, amit később több betűvető tankönyv is követett. 1923–1924-ben a kara-kirgiz tudományos bizottság tagja volt. 1924-ben titkára, majd 1925-ben elnöke lett a Turkesztáni Autonóm Szovjet Szocialista Köztársaság Tudományos Bizottság Akadémiai Központja kirgiz tartományi részlegének. 1925 augusztusa és 1927 között a Кыргыз туусу című újságnál dolgozott. 1926-ban részt vett a Bakuban megrendezett I. Turkológiai Kongresszuson, ahol beszédében a kirgiz ábécé latinizációjáról, vagyis latin betűkkel való átírásáról értekezett.
1927-ben a Kirgiz Autonóm Szovjet Szocialista Köztársaság oktatásügyi komisszárjává nevezték ki. 1930-ban a Kirgiz Kulturális Fejlesztés Intézet munkatársa, később igazgatója lett. Ezzel párhuzamosan 1932-től tanított a Kirgiz Nemzeti Egyetem Pedagógiai Intézetében, eleinte docensként, majd 1936-tól egyetemi tanárként. Ebben az időszakban Tinisztanov számos dolgozatot jelentetett meg a kirgiz nyelvtan szakterületén.
Tinisztanov termékeny költő is volt, 1925-ben megjelent verseskötete címe „Касым ырларынын жыйнагы“. Ő fordította le kirgizre az Internacionálét, valamint számos orosz költő író művét.
Tinisztanovot 1938. augusztus 1-jén, Sztálin nagy tisztogatása idején tartóztatták le, majd november 6-án kivégezték. 1957-ben rehabilitálták.

## Emlékezete
- Kaszim Tinisztanov jelenik meg a 10 szomos bankjegy 1994-es és 1997-es kiadásán.
- Nevét viseli az Iszik-köli Állami Egyetem.
- Biskekben utcát neveztek el róla.